# Église de l'Intercession de New York
L'église de l'Intercession est une église épiscopalienne fondée en 1846 et située à Manhattan (New York). L'édifice actuel a été construit en 1912-1915. Le complexe architectural, dont son église, est inscrit au Registre national des lieux historiques.